# Реальный Тагил
«Реальный Тагил» — первое и единственное телевидение областного масштаба Нижнего Тагила, единственное областное телевидение Свердловской области за пределами Екатеринбурга. Телевидение расположено в Дзержинском районе Нижнего Тагила, на Вагонке, на улице Тимирязева, 21. Также оно имеет собственную телестудию в екатеринбургском небоскрёбе «Высоцкий» по адресу город Екатеринбург, улица Малышева, 51.

## История
Телевидение было создано в феврале 2014 года в целях привлечения молодёжи Нижнего Тагила к проблемам и вопросам своего города и области, а также в целях интеграции Нижнего Тагила как второго большого города области в областное медиапространство. Учредителем проекта телевидения является депутат Нижнетагильской городской думы Андрей Муринович. Телевидение Реальный Тагил своим появлением произвело фурор на Свердловском медиарынке СМИ.
Сейчас телевидение занимает площадь в жилом доме по улице Тимирязева, 21.
В январе 2015 года появилась дополнительная телестудия «Реальный Тагил» в Екатеринбурге, в небоскрёбе Высоцком (улица Малышева, 51).

## Телепрограммы
- Инфомационная программа «Будни»
- Парламент
- Горизонты УВЗ
- Больше, чем хоккей
- Мотив Успеха

## Проекты
- Нижний Тагил в годы Великой Отечественной войны (посвящён 70-летию Великой Победы и роли в ней Нижнего Тагила). Автор и режиссёр проекта Диана Буторина.

## Ведущие и журналисты
- Андрей Муринович — генеральный продюсер
- Виктор Зайцев — главный редактор
- Мария Чистякова — журналист
- Евгения Музяева — журналист
- Ольга Тарасова — ведущая
- Алина Пишванова — ведущая
- Мария Мараева — ведущая